# Filis

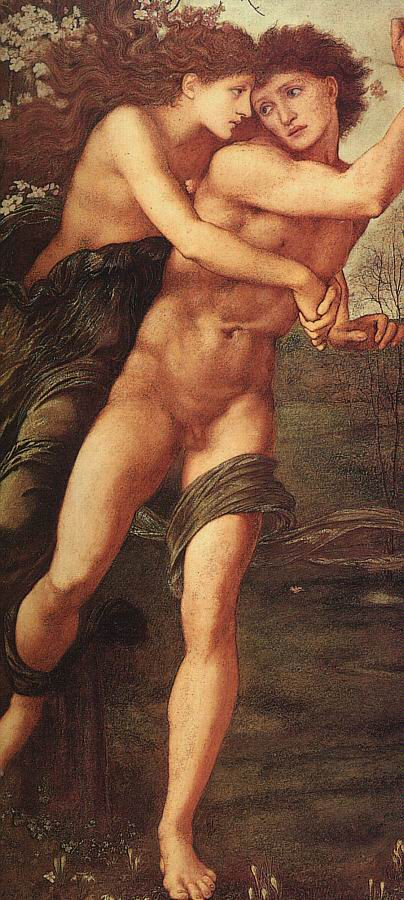
Filis y Demofonte, por Edward Burne-Jones.

Filis (en griego antiguo: Φυλλίς, Phyllis) es un personaje femenino de la mitología griega. Fue hija de Licurgo, rey de Tracia, y se enamoró de Demofonte o, en otras versiones, de Acamante, ambos hijos de Teseo. Demofonte o Acamante habría conocido a Filis al pasar por Tracia, cuando volvía a casa después de la guerra de Troya. Pero luego él tuvo que partir a Atenas para resolver asuntos personales, abandonando a Filis. Ella, al despedirse de él, le dio una caja que contenía una reliquia consagrada a Rea, pidiéndole que solo la abriera cuando él perdiera la esperanza de regresar.
Sobre lo que ocurrió después hay distintas tradiciones. En una versión, Filis se suicida ahorcándose en un árbol. En el lugar en donde la entierran, crece después un almendro que florecerá al regreso de Demofonte. En otra versión, Filis muere de nostalgia y en el sepulcro que sus padres habían construido para ella nacieron unos árboles que cada cierto tiempo lloraban la muerte de Filis y perdían las hojas.
Según otra tradición, después de que Filis se suicidó, Demofonte abrió la caja, se horrorizó por lo que vio, montó a horcajadas en su caballo y se lanzó a galope tendido: murió desmontado cayendo sobre su espada.
Los Nueve Caminos se derivan de la historia de Filis, puesto que se dice que regresó nueve veces a la orilla, esperando el regreso de su amado.
Filis aparece en el libro II de la obra epistolar de Ovidio Heroidas (Heroínas), y también en la obra de Calímaco.
Filis también es un personaje muy frecuente en la poesía pastoril: la pastorcilla sencilla, encantadora y enamorada. El poeta español Lope de Vega escribió un ciclo de poemas acerca de ella.